# Areatza
Areatza è un comune spagnolo di 1 031 abitanti situato nella comunità autonoma dei Paesi Baschi.